# Фоторезист
Фоторези́ст (від фото і англ. resist) — полімерний світлочутливий матеріал, який змінює свою розчинність при освітленні. Фоторезисти використовуються у фотолітографії, наприклад, при виготовленні друкованих плат чи інтегральних схем.

## Типи фоторезисту
Розрізняють позитивні фоторезисти, для яких розчиняється освітлена область, і негативні фоторезисти, для яких розчиняється неосвітлена область. Здебільшого фоторезисти чутливі до ультрафіолетового випромінювання.